# Лопаткін Артем Євгенович
Лопа́ткін Арте́м Євге́нович (нар. 8 серпня 1975, Іваново, СРСР) — український та російський футболіст, що грав на позиції нападника. Відомий завдяки виступам у складі алчевської «Сталі» та низки інших клубів. 